# Sonneborn
Sonneborn è un comune di 1 159 abitanti della Turingia, in Germania.
Appartiene al circondario (Landkreis) di Gotha.

## Storia
Fino al 1º gennaio 2019 il comune di Sonneborn era parte della Verwaltungsgemeinschaft Mittleres Nessetal; da tale data il nuovo comune di Nessetal assunse il ruolo di "comune sussidiario" (Erfüllende Gemeinde) nei confronti di Sonneborn.